# Oñati
Oñati è un comune spagnolo della provincia di Gipuzkoa, nella comunità autonoma dei Paesi Baschi. Si estende su una superficie di 107,31 km².

## Società

### Evoluzione demografica
Abitanti censiti

### Lingue e dialetti
Il dialetto basco locale appartiene alla variante biscaglina. Nel 2016, il 78% della popolazione era euskaldun ("basconfona"). Nel 1980 la città è stata il punto di partenza della prima Korrika, una "maratona" in sostegno della lingua basca.

## Amministrazione
Dalla Transizione spagnola ad oggi, le persone che hanno ricoperto la carica di sindaco (in basco alkatea, in spagnolo alcalde) sono state le sueguenti:
| Periodo | Periodo   | Primo cittadino          | Partito                                                                 | Carica  | Note |
| ------- | --------- | ------------------------ | ----------------------------------------------------------------------- | ------- | ---- |
| 1979    | 1983      | Eli Galdos Zubia         | Partito Nazionalista Basco (EAJ-PNV)                                    | Sindaco |      |
| 1983    | 1987      | Eli Galdos Zubia         | EAJ-PNV                                                                 | Sindaco |      |
| 1987    | 1991      | Eli Galdos Zubia         | EAJ-PNV                                                                 | Sindaco |      |
| 1991    | 1995      | Angel Maria Iturbe Yarza | EAJ-PNV                                                                 | Sindaco |      |
| 1995    | 1999      | Angel Maria Iturbe Yarza | EAJ-PNV                                                                 | Sindaco |      |
| 1999    | 2003      | Angel Maria Iturbe Yarza | coalizione fra Partito Nazionalista Basco ed Eusko Alkartasuna (EAJ-EA) | Sindaco |      |
| 2003    | 2006      | Andoni Gartzia Urtaza    | EAJ-EA                                                                  | Sindaco |      |
| 2006    | 2007      | Lourdes Idoiaga Urkia    | EAJ-EA                                                                  | Sindaca |      |
| 2007    | 2011      | Lourdes Idoiaga Urkia    | EAJ-PNV                                                                 | Sindaca |      |
| 2011    | 2015      | Mikel Biain Berraondo    | Bildu                                                                   | Sindaco |      |
| 2015    | 2019      | Mikel Biain Berraondo    | Euskal Herria Bildu (EH Bildu)                                          | Sindaco |      |
| 2019    | 2023      | Izaro Elorza Arregi      | EH Bildu                                                                | Sindaca |      |
| 2023    | in carica | Izaro Elorza Arregi      | EH Bildu                                                                | Sindaca |      |

### Città gemellate
Spagna: Macotera
 Messico
- Guadalajara (fondata da Cristóbal de Oñate)
- Zacatecas

 Francia: Châteaubernard
 Argentina: José Clemente Paz
 Sahara Occidentale: Gleibat El Foula